# 덴류하마나코 철도 덴류하마나코선
덴류하마나코 선(일본어: 天竜浜名湖線)은 덴류하마나코 철도 유일한 철도 노선이다. 일본 시즈오카현 가케가와시에 위치한 가케가와역과 고사이시에 위치한 신조하라역을 잇는다. 덴하마 선(일본어: 天浜線)이라고 불린다.
도카이도 본선의 우회 경로이며 하마나호 북쪽을 지나간다.
일본국유철도 시절의 명칭은 후타마타 선(일본어: 二俣線)이었다.

## 역사
- 1935년 4월 17일: 후타마타 선 가케가와 ~ 도토미모리 구간이 개통.
- 1936년 12월 1일: 후타마타사이 선(二俣西線) 신조하라 ~ 밋카비 구간이 개통. 후타마타 선을 후타마타토 선(二俣東線)으로 명칭 변경.
- 1938년 4월 1일: 후타마타사이 선 밋카비 ~ 가나사시 구간이 연장 개통.
- 1940년 6월 1일: 도토미모리 ~ 가나사시 구간이 연장 개통, 노선 명칭을 후타마타 선으로 통합.
- 1985년 3월 14일: 화물 영업 폐지.
- 1987년 3월 15일: 일본국철 후타마타 선 폐지. 덴류하나마코 철도에 이관, 노선 명칭을 덴류하나마코 선으로 변경.

## 운행 형태
1인 승무로 각역정지 열차만이 1시간 각격으로 운행된다.
일본국유철도 시절은 도카이도 본선에 직결 운행하는 열차도 있었으나 덴류하마나코 철도에 이관 후에는 직결 운행하지 않는다.

## 차량

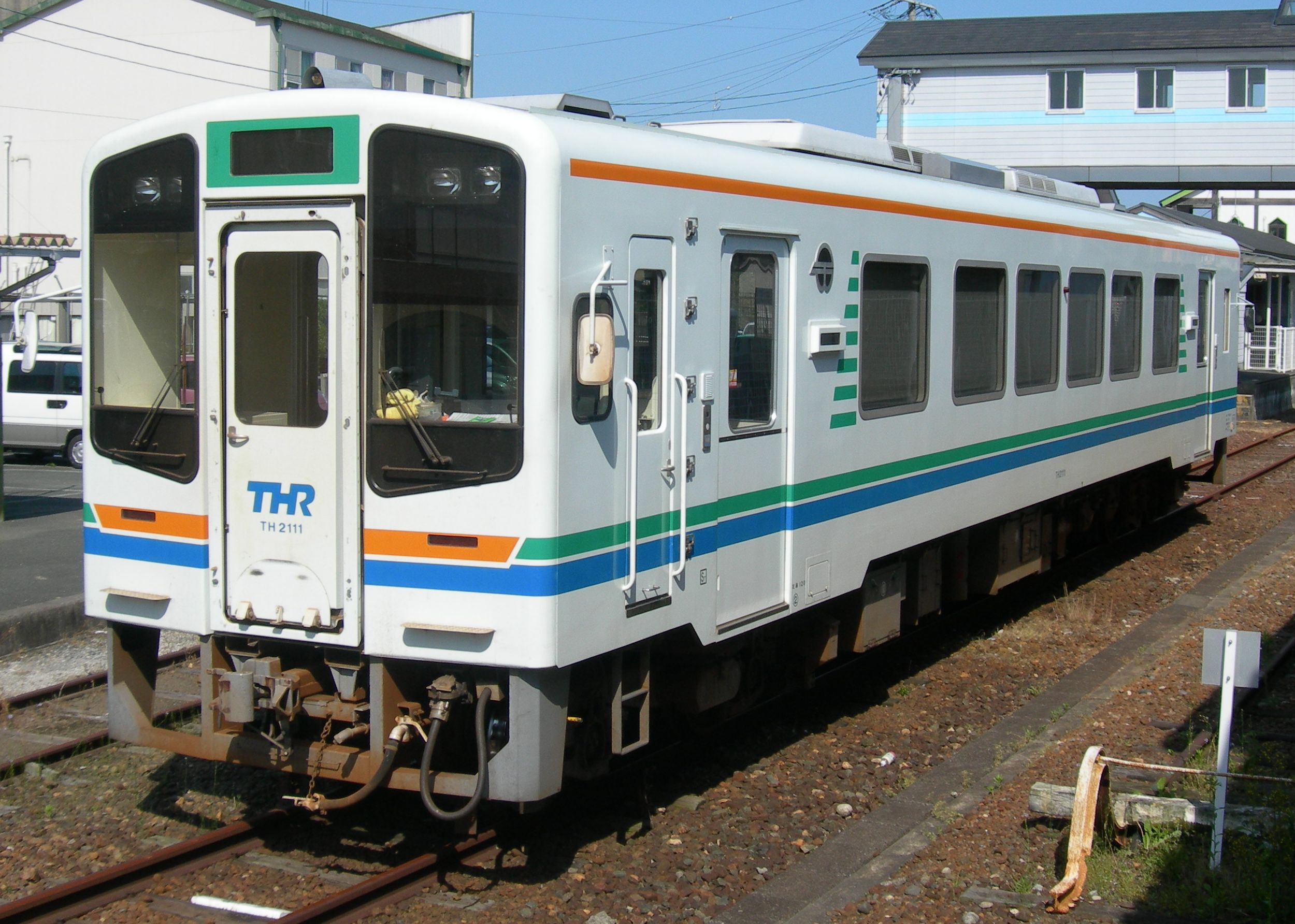
TH2100형
- TH9200형
- TH3000형

- TH2100형

## 역 목록
| 역 이름              | 일본어 이름    | 영업 거리 (km) | 접속 노선                     | 소재지        | 소재지           | 소재지     |
| -------------------- | -------------- | -------------- | ----------------------------- | ------------- | ---------------- | ---------- |
| 가케가와             | 掛川           | 0.0            | 도카이도 신칸센 도카이도 본선 | 시즈오카현    | 가케가와시       | 가케가와시 |
| 가케가와시야쿠쇼마에 | 掛川市役所前   | 1.3            |                               | 시즈오카현    | 가케가와시       | 가케가와시 |
| 니시카케가와         | 西掛川         | 1.8            |                               | 시즈오카현    | 가케가와시       | 가케가와시 |
| 사쿠라기             | 桜木           | 4.0            |                               | 시즈오카현    | 가케가와시       | 가케가와시 |
| 이코이노히로바       | いこいの広場   | 5.5            |                               | 시즈오카현    | 가케가와시       | 가케가와시 |
| 호소야               | 細谷           | 6.0            |                               | 시즈오카현    | 가케가와시       | 가케가와시 |
| 하라노야             | 原谷           | 7.9            |                               | 시즈오카현    | 가케가와시       | 가케가와시 |
| 하라다               | 原田           | 9.4            |                               | 시즈오카현    | 가케가와시       | 가케가와시 |
| 도와타               | 戸綿           | 12.0           | 슈치군 모리정                 | 슈치군 모리정 |                  |            |
| 엔슈모리             | 遠州森         | 12.8           | 슈치군 모리정                 | 슈치군 모리정 |                  |            |
| 모리마치뵤인마에     | 森町病院前     | 13.6           | 슈치군 모리정                 | 슈치군 모리정 |                  |            |
| 엔덴                 | 円田           | 14.7           | 슈치군 모리정                 | 슈치군 모리정 |                  |            |
| 도토미이치노미야     | 遠江一宮       | 16.4           | 슈치군 모리정                 | 슈치군 모리정 |                  |            |
| 시키지               | 敷地           | 19.9           | 이와타시                      | 이와타시      |                  |            |
| 도요오카             | 豊岡           | 23.0           | 이와타시                      | 이와타시      |                  |            |
| 가미노베             | 上野部         | 24.4           | 이와타시                      | 이와타시      |                  |            |
| 덴류후타마타         | 天竜二俣       | 26.2           | 하마마쓰시                    | 덴류구        |                  |            |
| 후타마타혼마치       | 二俣本町       | 26.8           | 하마마쓰시                    | 덴류구        |                  |            |
| 니시카지마           | 西鹿島         | 28.5           | 하마마쓰시                    | 덴류구        | 엔슈 철도 철도선 |            |
| 간스이지             | 岩水寺         | 30.3           | 하마마쓰시                    |               | 하마키타구       |            |
| 미야구치             | 宮口           | 32.3           | 하마마쓰시                    |               | 하마키타구       |            |
| 프루트파크           | フルーツパーク | 36.2           | 하마마쓰시                    |               | 하마키타구       |            |
| 미야코다             | 都田           | 37.7           | 하마마쓰시                    |               | 하마키타구       |            |
| 도코하다이가쿠마에   | 常葉大学前     | 39.1           | 하마마쓰시                    |               | 하마키타구       |            |
| 가나사시             | 金指           | 41.9           | 하마마쓰시                    |               | 하마키타구       |            |
| 오카지               | 岡地           | 43.5           | 하마마쓰시                    |               | 하마키타구       |            |
| 기가                 | 気賀           | 44.8           | 하마마쓰시                    |               | 하마키타구       |            |
| 니시키가             | 西気賀         | 47.7           | 하마마쓰시                    |               | 하마키타구       |            |
| 슨자                 | 寸座           | 49.4           | 하마마쓰시                    |               | 하마키타구       |            |
| 하마나코사쿠메       | 浜名湖佐久米   | 50.7           | 하마마쓰시                    |               | 하마키타구       |            |
| 히가시쓰즈키         | 東都筑         | 51.9           | 하마마쓰시                    |               | 하마키타구       |            |
| 쓰즈키               | 都築           | 53.3           | 하마마쓰시                    |               | 하마키타구       |            |
| 밋카비               | 三ヶ日         | 55.6           | 하마마쓰시                    |               | 하마키타구       |            |
| 오쿠하마나코         | 奥浜名湖       | 56.8           | 하마마쓰시                    |               | 하마키타구       |            |
| 오나                 | 尾奈           | 58.1           | 하마마쓰시                    |               | 하마키타구       |            |
| 지바타               | 知波田         | 62.9           | 고사이시                      | 고사이시      |                  |            |
| 오모리               | 大森           | 65.0           | 고사이시                      | 고사이시      |                  |            |
| 아스모마에           | アスモ前       | 66.7           | 고사이시                      | 고사이시      |                  |            |
| 신조하라             | 新所原         | 67.7           | 고사이시                      | 고사이시      | 도카이도 본선    |            |

## 같이 보기
- 일본의 철도 회사 목록